# Барокамера
Барокамерата е специализирано съоръжение, в което се създава сгъстена или разредена атмосфера.

## Видове барокамери:

### Капсули под налягане
Подобни са на котли. Изработват се от стомана и издържат високи нива на вътрешен натиск.

### Лечебни барокамери
Делят се на едноместни, многоместни, както и преносими барокамери за спешно лечение.
Преносимите камери са леки, надуваеми и могат да се използват с въздушен компресор. Обикновено са под налягане само до 3 АТА, но се произвеждат и големи преносими хипербарни камери, позволяващи налягане до 6 АТА.

## Лечение в барокамера
Терапията с кислород в барокамера спомага за транспортирането на кислорода до трудно достъпни места в човешкия организъм.
За някои пациенти престоят в едноместна барокамера е травмиращ или предизвиква клаустрофобия, докато други го приемат за приятен.